# ギンフルマカモメ

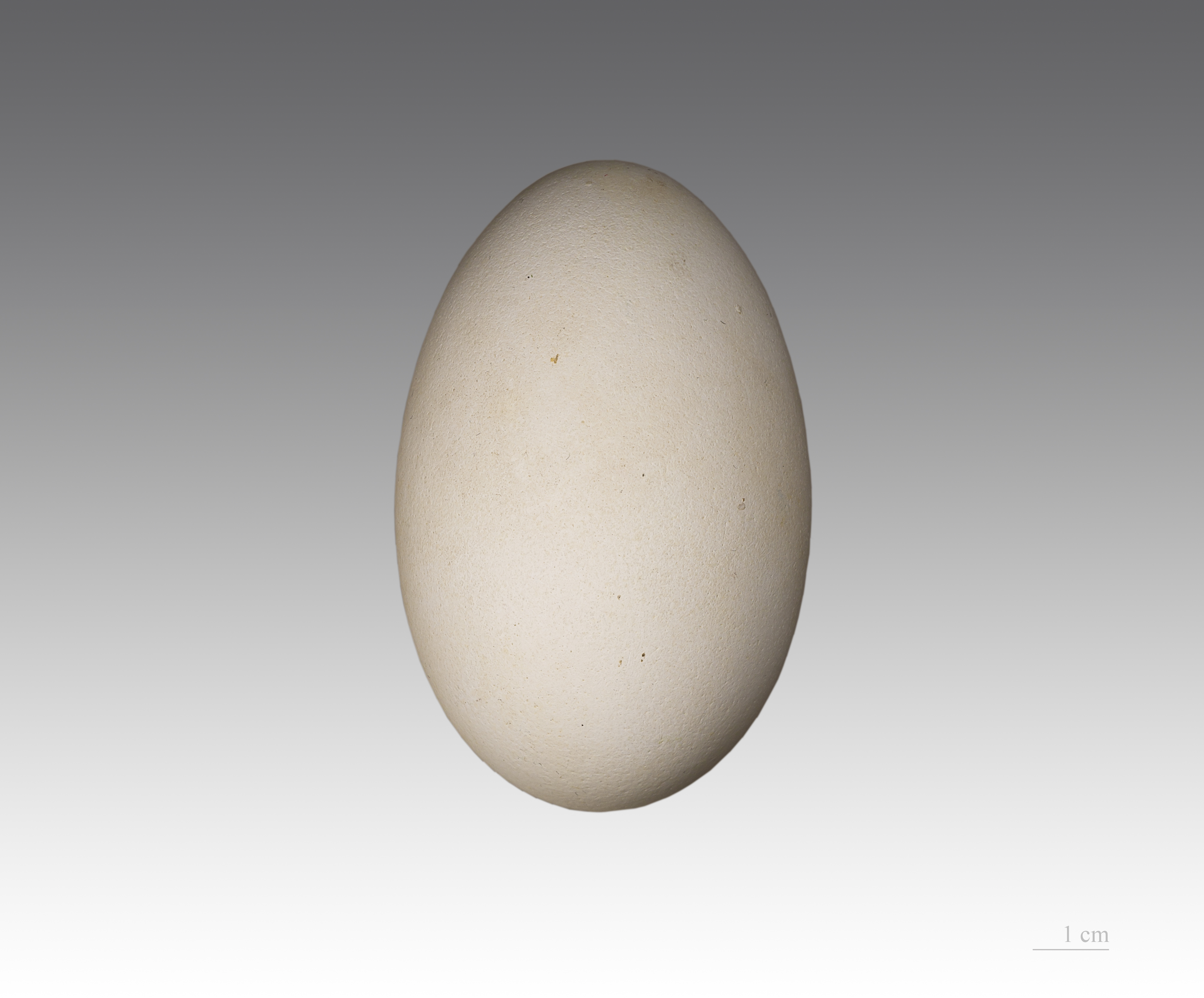
Fulmarus glacialoides

ギンフルマカモメ（銀管鼻鸌、学名：Fulmarus glacialodes、Southern fulmar）は、ミズナギドリ目ミズナギドリ科の鳥類の一種。
近縁種にフルマカモメ(F. glacialis)がいる。

## 特徴
体長は約50cm、体重は約800g、翼を開張すると約120cm。体色は、背中から翼の上面にかけては薄い灰色、翼の下面および腹は白色、翼のふちは黒色。

## 分布
南極大陸およびその周辺に分布する。急斜面の岩場や崖で繁殖する。ナンキョクオキアミ、コオリイワシ、イカ類をおもに食べる。

## 生態
コロニーで繁殖し、崖や岩のくぼみに巣を作る。産卵数は1。